# Wilt Chamberlain
Wilton Norman Chamberlain (Filadélfia, 21 de agosto de 1936 - Los Angeles, 12 de outubro de 1999) foi um jogador de basquete norte-americano que jogou como pivô e é considerado um dos maiores jogadores da história.
Jogou no Philadelphia/San Francisco Warriors, Philadelphia 76ers e o Los Angeles Lakers da National Basketball Association (NBA). Jogou pela Universidade do Kansas e pelo Harlem Globetrotters antes de jogar na NBA.
Chamberlain detém vários recordes da NBA nas categorias de pontuação, rebotes e durabilidade. Ele é o único jogador a marcar 100 pontos em um único jogo da NBA e o único com médias de mais de 40 e 50 pontos em uma temporada. Ele é o único jogador na história da NBA com média de pelo menos 30 pontos e 20 rebotes por jogo em uma temporada, ele realizou esse feito sete vezes. Ele também é o único jogador a ter uma média de pelo menos 30 pontos e 20 rebotes por jogo durante todo o percurso de sua carreira na NBA.
Embora tenha sofrido uma longa série de derrotas nos playoffs, Chamberlain teve uma carreira de sucesso, vencendo dois títulos da NBA, quatro prêmios de MVP, o prêmio de Novato do Ano, um prêmio de MVP das Finais e foi selecionado para 13 All-Star Games e dez Primeiro e Segundo Time All-NBA. Ele foi posteriormente consagrado no Basketball Hall of Fame em 1978, eleito para a equipe de 35 anos da NBA em 1980 e em 1996 ele foi escolhido como um dos 50 maiores jogadores da história da NBA.
Depois que sua carreira profissional de basquete terminou, Chamberlain jogou vôlei na Federação Internacional de Voleibol e foi presidente da organização.  Ele foi um empresário de sucesso e autor de vários livros. Ele foi um homem solteiro ao longo da vida e tornou-se notório por sua alegação de ter tido relações sexuais com cerca de 20 000 mulheres.

## Primeiros anos
Chamberlain nasceu em 1936 em Filadélfia em uma família de nove filhos de Olivia Ruth Johnson, uma trabalhadora doméstica e dona de casa, e William Chamberlain, um soldador, zelador e faz-tudo.
Ele foi uma criança frágil, quase morrendo de pneumonia em seus primeiros anos e perdendo um ano inteiro de escola como resultado. Em seus primeiros anos, Chamberlain não estava interessado em basquete, porque achava que era "um jogo para maricas". Em vez disso, ele era um ávido atleta do atletismo e quando jovem ele saltava 1,98 metros, corria os 440 jardas em 49,0 segundos e as 880 jardas em 1:58,3. Mas de acordo com Chamberlain, "o basquete era quem mandava em Filadélfia", e ele acabou recorrendo ao esporte.
Como Chamberlain era uma criança muito alta, já medindo 1,83 m aos 10 anos e 2,11 m quando entrou na Overbrook High School, ele tinha uma vantagem natural contra seus adversários; ele logo ficou famoso por seu talento, sua força física e suas habilidades de bloqueio. De acordo com o jornalista da ESPN, Hal Bock, Chamberlain era "assustador... antes dele aparecer, a maioria dos jogadores de basquete eram homens de tamanho mortal. Chamberlain mudou isso". Foi também nesse período de sua vida que ele ganhou os três apelidos que ele levou ao longo da vida: "Wilt the Stilt", "Goliath", e seu favorito, "The Big Dipper".

## Carreira no ensino médio
Como o melhor jogador de Overbrook Panthers, Chamberlain teve uma média de 31 pontos por jogo durante a temporada de 1953 e levou Overbrook ao título da Liga Pública, ganhando uma vaga na Final Estadual contra o vencedor da Liga Católica rival, West Catholic. Naquele jogo, Chamberlain sofreu uma marcação pesada, fez "apenas" 29 pontos e a equipe perdeu por 54-42.
Em sua segunda temporada em Overbrook, ele continuou com sua pontuação prolífica quando registrou um recorde do ensino médio de 71 pontos contra Roxborough. A equipe conquistou confortavelmente o título da Liga Pública e mais tarde ganhou o título estadual ao derrotar West Catholic por 74-50. Ele marcou 32 pontos e levou Overbrook a uma temporada de 19-0.
Durante as férias de verão, ele trabalhou como mensageiro no Kutsher's Hotel. Posteriormente, os proprietários Milton e Helen Kutsher mantiveram uma amizade duradoura com Wilt e, de acordo com seu filho Mark, "eles eram o segundo casal de pais". Red Auerbach, o treinador do Boston Celtics, viu o adolescente talentoso e fez com que ele jogasse um 1x1 contra o campeão nacional da Universidade do Kansas e Melhor Jogador da NCAA de 1953, B. H. Born. Chamberlain ganhou por 25-10; Born ficou tão desanimado que desistiu de uma promissora carreira na NBA e tornou-se engenheiro de trator ("Se houvesse garotos do ensino médio tão bons, imaginei que não conseguiria chegar aos profissionais"). Auerbach queria que ele fosse para uma universidade em Nova Inglaterra para que ele pudesse seleciona-lo como uma escolha territorial mas Chamberlain não respondeu.
Na terceira e última temporada de Chamberlain em Overbrook, ele continuou com suas pontuações altas, registrando 74, 78 e 90 pontos em três jogos consecutivos. A equipe venceu a Liga Pública pela terceira vez e na Final Estadual eles se encontraram com West Catholic mais uma vez. Marcando 35 pontos, Chamberlain levou Overbrook a uma vitória fácil por 83-42.
Depois de três anos, Chamberlain levou Overbrook a dois títulos estaduais, registrou um recorde de 56-3 e quebrou o recorde de pontuação colegial de todos os tempos marcando 2.252 pontos, com média de 37,4 pontos por jogo.
Depois de sua última temporada em Overbrook, mais de duzentas universidades tentaram recrutar o prodígio. Entre outros, a UCLA ofereceu a Chamberlain a oportunidade de se tornar uma estrela de cinema e a Universidade da Pensilvânia queria comprar diamantes para ele. Na biografia de Chamberlain em 2004, Robert Cherry descreveu que ele queria uma mudança e, portanto, não queria ir para ou perto de Filadélfia (também eliminando Nova York), não estava interessado na Nova Inglaterra e esnobou o sul por causa da segregação racial; Isso deixou o Centro-Oeste como a provável escolha de Chamberlain. No final, depois de visitar a Universidade do Kansas e conversar com o renomado treinador universitário Phog Allen, Chamberlain proclamou que iria jogar basquete universitário no Kansas.
Aos 16 e 17 anos, Chamberlain jogou vários jogos profissionais sob o pseudônimo de "George Marcus". Houve relatos contemporâneos dos jogos em publicações de Filadélfia, mas ele tentou mantê-los em segredo da União Atlética Amadora.

## Carreira universitária
Em seu primeiro ano na Universidade do Kansas, ele jogou no time de calouros sob o comando do treinador Phog Allen, a quem ele admirava. A sua estreia foi altamente esperada e ele superou essas expectativas; o time de calouros foi colocado contra o time veterano, que foram favoritos para ganhar sua conferência naquele ano. Chamberlain dominou os jogadores mais velhos marcando 42 pontos, pegando 29 rebotes e registrando quatro bloqueios.
As perspectivas de Chamberlain de jogar sob o comando de Allen terminaram, no entanto, quando o técnico fez 70 anos e se aposentou de acordo com os regulamentos da Universidade. Chamberlain tinha um relacionamento ruim com o sucessor de Allen, Dick Harp, alimentado por ressentimento e desapontamento: o biógrafo de Chamberlain, Robert Cherry, duvidou que Chamberlain tivesse escolhido Kansas se soubesse que Allen iria se aposentar.
Em 3 de dezembro de 1956, Chamberlain fez sua estréia universitária em um jogo oficial. Em seu primeiro jogo, ele marcou 52 pontos e pegou 31 rebotes, quebrando ambos os recordes em uma vitória por 87-69 contra Northwestern.
Com um talentoso plantel que incluia Maurice King, Gene Elstun, John Parker, Ron Lonesky e Lew Johnson, os Jayhawks tinham um recorde de 13-1 até perder um jogo por 56-54 contra Oklahoma State, que segurou a bola nos últimos três minutos sem qualquer intenção de marcar uma cesta, o que ainda era possível antes do relógio de arremessos ser implementado (foi introduzido na NCAA em 1984).
Em 1957, 23 equipes foram selecionadas para jogar no Torneio da NCAA. A fase da região centro-oeste foi realizada em Dallas, Texas, que na época era segregada. No primeiro jogo, os Jayhawks jogaram contra a equipe toda branca de SMU, e o jogador da Kansas, John Parker, disse mais tarde: "A multidão foi brutal. Fomos cuspidos e sujeitos aos mais profundos epítetos raciais possíveis". Kansas ganhou por 73-65 na prorrogação e a polícia teve que escoltar a equipe para fora de quadra. O próximo jogo contra Oklahoma foi igualmente desagradável, com Kansas vencendo por 81-61 sob intensos abusos racistas. Nas semifinais, eles derrotaram com folga o bicampeão San Francisco por 80-56, com Wilt marcando 32 pontos, pegando 11 rebotes e sete bloqueios.
Chamberlain foi escolhido para a Primeira-Equipe All-America e levou os Jayhawks para a final do Torneio da NCAA contra a North Carolina Tar Heels. Nesse jogo, Frank McGuire, treinador do Tar Heels, usou várias táticas pouco ortodoxas para impedir Chamberlain. A equipe adversária passou o jogo inteiro fazendo uma marcação tripla em Wilt com um defensor na frente, um atrás, e um terceiro chegando assim que pegasse a bola. O jogo terminou empatado em 46 no final do tempo regulamentar. Na primeira prorrogação, cada equipe marcou dois pontos, e na segunda prorrogação, Kansas ficou com a bola mantendo o jogo empatado em 48. Na terceira prorrogação, Tar Heels marcou duas cestas consecutivas e para a jogada final, Dick Harp chamou Ron Loneski para passar a bola para Chamberlain, o passe acabou sendo interceptado e Tar Heels ganhou o jogo. No entanto, Chamberlain, que marcou 23 pontos e 14 rebotes, foi eleito o Melhor Jogador do Final Four. Mais tarde, Chamberlain admitiu que essa derrota foi a mais dolorosa de sua vida.
No segundo ano de Chamberlain, os jogos dos Jayhawks eram ainda mais frustrantes para ele. Sabendo o quão dominante ele era, os adversários recorreram a táticas de usar três ou mais jogadores para marca-lo. No entanto, Chamberlain teve uma média de 30,1 pontos na temporada e levou os Jayhawks a um recorde de 18-5, perdendo três jogos enquanto estava com uma infecção urinária. Kansas acabou a temporada em segundo lugar na conferência e não se classificou para o Torneio da NCAA. Ele foi novamente nomeado um All-American, juntamente com Elgin Baylor e Oscar Robertson.
Tendo perdido o prazer do basquete na NCAA e querendo ganhar dinheiro, ele deixou a faculdade e vendeu a história chamada "Why I am Leaving College" para a revista Look por US$ 10 000, uma quantia alta quando os jogadores da NBA ganhavam US$ 9 000 em uma temporada inteira. Em duas temporadas no Kansas, ele obteve médias de 29,9 pontos e 18,3 rebotes por jogo, totalizando 1 433 pontos e 877 rebotes. Quando Chamberlain tinha 21 anos (antes mesmo de se tornar profissional), ele já havia aparecido nas revistas Time, Life, Look e Newsweek.
Por muitos anos após a saída de Chamberlain da Universidade do Kansas, os críticos alegaram que ele queria deixar o Centro-Oeste pois era muito branco ou estava envergonhado por não ser capaz de trazer para casa a vitória no Torneio da NCAA. Em 1998, Chamberlain retornou a Allen Field House, em Lawrence, Kansas, para participar de uma cerimônia para aposentar sua camisa #13. Nessa época, ele foi citado dizendo: "Tem havido muita conversa que eu tenho uma antipatia pela Universidade do Kansas. Isso é totalmente ridículo."

## Carreira profissional

### Harlem Globetrotters (1958-1959)
Após seu frustrante penúltimo ano, Chamberlain queria se tornar um jogador profissional antes de terminar seu último ano. No entanto, naquela época, a NBA não aceitava jogadores até que eles estivessem formados. Portanto, Chamberlain foi proibido de ingressar na NBA por um ano e decidiu jogar para o Harlem Globetrotters em 1958 por um montante de US$ 50 000 (equivalente a cerca de US$ 434 000 hoje).
Chamberlain tornou-se membro da equipe Globetrotters que fez história jogando em Moscou em 1959; a equipe desfrutou de uma turnê esgotada na URSS. Antes do início de um jogo no Estádio Central de Lenin, em Moscou, eles foram recebidos pelo Secretário Geral, Nikita Khrushchov.
Nos últimos anos, Chamberlain frequentemente se juntava aos Globetrotters no período de entressafra e lembrava com carinho de seu tempo lá, porque ele não era mais ridicularizado mas apenas um dos vários artistas que amavam entreter a multidão. Em 9 de março de 2000, seu número 13 foi aposentado pelos Globetrotters.

### San Francisco Warriors (1959-1965)
Em 24 de outubro de 1959, Chamberlain finalmente foi para a NBA, sendo contratado pelo Philadelphia Warriors. Ele imediatamente se tornou o jogador mais bem pago da NBA, quando ele assinou por $ 30 000 em seu contrato de estreia. Em comparação, o principal ganhador anterior era Bob Cousy, do Boston Celtics, com US$ 25 000.

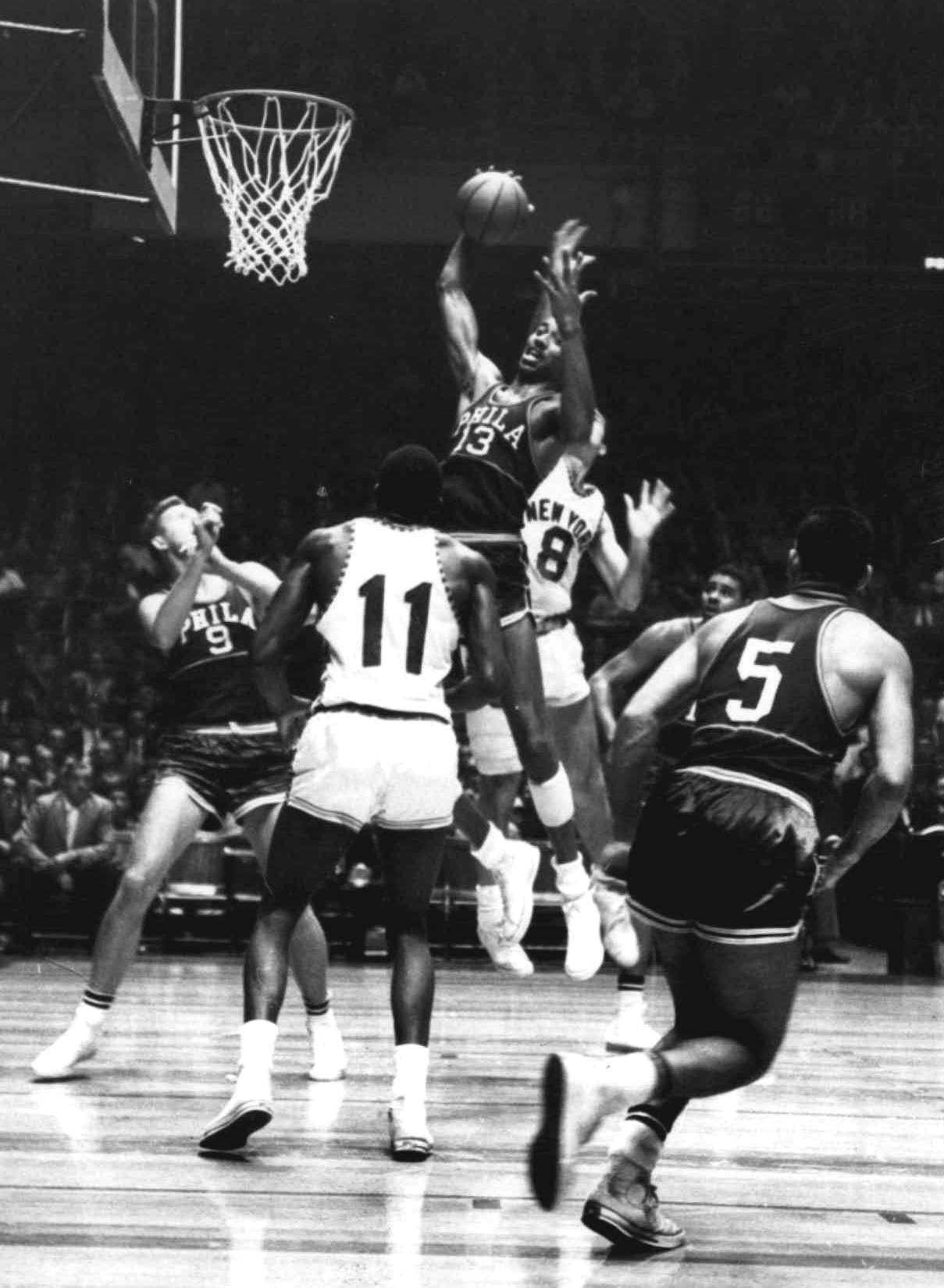
Chamberlain pega um rebote durante um jogo contra os Knicks.

Na temporada de 1959-60, Chamberlain se juntou a uma equipe dos Warriors que era treinada por Neil Johnston. Em seu primeiro jogo na NBA, contra o New York Knicks, o novato marcou 43 pontos e pegou 28 rebotes. Em seu quarto jogo, no que foi o primeiro de muitos confrontos entre Chamberlain e Bill Russell, do Boston Celtics, Chamberlain superou Russell com 30 pontos contra 28 pontos, mas Boston venceu o jogo. Chamberlain-Russel se tornaria uma das maiores rivalidades da NBA de todos os tempos. No entanto, os dois também se tornaram amigos fora da quadra, semelhante aos rivais posteriores Magic Johnson e Larry Bird.
Em sua primeira temporada na NBA, Chamberlain teve médias de 37,6 pontos e 27 rebotes, quebrando de forma convincente os recordes da temporada regular. Ele precisou de apenas 56 jogos para marcar 2.102 pontos, o que quebrou o recorde de pontuação de todos os tempos da temporada regular de Bob Pettit, que precisou de 72 jogos para marcar 2 101 pontos. Chamberlain quebrou oito recordes da NBA e foi eleito MVP da NBA e Novato do Ano naquela temporada, um feito que só foi alcançado por Wes Unseld na temporada de 1968-69. Ele terminou sua temporada de estreia ao ganhar o prêmio de MVP da NBA All-Star Game de 1960 com um desempenho de 23 pontos e 25 rebotes.
Os Warriors entraram nos Playoffs da NBA em 1960 e venceram o Syracuse National, estabelecendo um confronto contra o Boston Celtics. O técnico dos Celtics, Red Auerbach, mandou Tom Heinsohn cometer faltas pessoais em Chamberlain, ele agarrava e empurrava Chamberlain para impedi-lo de voltar para a quadra de defesa e Boston poderia fazer uma cesta fácil. As equipes dividiram os dois primeiros jogos, mas no Jogo 3, Chamberlain se cansou de Heinsohn e deu-lhe um soco. No tumulto, Wilt machucou a mão e o Philadelphia perdeu os dois jogos seguintes. No Jogo 5, com a mão saudável, Chamberlain marcou 50 pontos.
O novato Chamberlain então chocou os fãs dos Warriors dizendo que ele estava pensando em se aposentar. Ele estava cansado das marcações duras e desleais. Heinsohn, dos Celtics, disse: "Metade das faltas contra ele foram faltas duras... ele sofreu as pancadas mais brutais de todos os tempos". Além disso, Chamberlain era visto como uma aberração da natureza, ridicularizado pelos fãs e desprezado pela mídia. Como ele costumava dizer, citando a explicação do técnico Alex Hannum sobre sua situação, "Ninguém ama Golias". O dono dos Warrios persuadiu Chamberlain a voltar para a NBA, suavizando seu retorno com um aumento de salário para US$ 65 000.
Na temporada seguinte, Chamberlain superou as estatísticas de sua temporada de estreia fazendo 38,4 pontos e 27,2 rebotes por jogo. Ele se tornou o primeiro jogador a quebrar a barreira de 3 000 pontos e o primeiro, e ainda único jogador, a quebrar a barreira de 2 000 rebotes em uma única temporada, pegando 2.149. Chamberlain também estabeleceu o recorde de todos os tempos para rebotes em um único jogo com 55. Ele era tão dominante na equipe que marcou 32% dos pontos e coletou 30,4% de seus rebotes.
Chamberlain mais uma vez não conseguiu converter seu jogo em sucesso de equipe, desta vez perdendo para o Syracuse Nationals em três jogos. O escritor Robert Cherry notou que Chamberlain era "difícil" e não respeitou o treinador Neil Johnston, que não conseguiu lidar com a estrelas. Em retrospectiva, Eddie Gottlieb comentou: "Meu erro não foi conseguir um treinador forte... [Johnston] não estava pronto para o grande momento".
Na terceira temporada de Chamberlain, os Warriors foram treinados por Frank McGuire. Naquele ano, Wilt estabeleceu vários recordes de todos os tempos que nunca foram ameaçados. Na temporada de 1962, ele teve uma média de 50,4 pontos e pegou 25,7 rebotes por jogo. Em 2 de março de 1962, em Hershey, Pensilvânia, Wilt marcou 100 pontos contra o New York Knicks. Os 4 029 pontos da temporada regular de Chamberlain fizeram dele o único jogador a quebrar a barreira de 4 000 pontos; o único outro jogador a quebrar a barreira de 3 000 pontos é Michael Jordan com 3 041 pontos. Chamberlain mais uma vez quebrou a barreira de 2 000 rebotes com 2 052. Além disso, ele esteve em quadra em uma média de 48,53 minutos, jogando 3 882 dos 3 890 minutos de sua equipe. Chamberlain teria alcançado a marca de 3 890 minutos se não tivesse sido expulso em um jogo após ter recebido uma segunda falta técnica faltando oito minutos para o final da partida.
Nos playoffs de 1962, os Warriors encontraram o Boston Celtics novamente nas Finais da Divisão Leste, uma equipe que Bob Cousy e Bill Russell chamaram de a maior equipe todos os tempos. Cada time venceu seus jogos em casa e em um Jogo 7 muito disputado, Sam Jones acertou uma cesta com dois segundos restantes para ganhar a série para Boston. Nos últimos anos, Chamberlain foi criticado por ter uma média de 50 pontos mas não conseguir ganhar o título. Em sua defesa, o técnico dos Warriors, Frank McGuire, disse que "Wilt foi simplesmente super-humano", e apontou que os Warriors não tinham um segundo artilheiro consistente para tirar a pressão de Chamberlain.
Na temporada de 1962-63, Gottlieb vendeu a franquia por US$ 850 000 para um grupo de empresários liderado por Marty Simmons de São Francisco e a equipe se tornou o San Francisco Warriors. Com essa mudança, a equipe acabou se desfazendo e Wilt ficou com a estrela única. Ele continuou sua série de feitos estatísticos tendo médias de 44,8 pontos e 24,3 rebotes por jogo naquele ano. Apesar de seu sucesso individual, os Warriors perderam 49 de seus 80 jogos e não foi para os playoffs.
Na temporada de 1963-64, Chamberlain teve um novo treinador, Alex Hannum, e um promissor novato, Nate Thurmond. Hannum era um psicólogo habilidoso que enfatizava a defesa e os passes. Mais importante ainda, ele não tinha medo de enfrentar Chamberlain, que era conhecido por "congelar" (não se comunicar com) treinadores que não gostava. Apoiado por Thurmond, Chamberlain teve outra boa temporada com 36,9 pontos e 22,3 rebotes por jogo, e os Warriors foram até as Finais da NBA. Nessa série, eles sucumbiram ao Boston Celtics de Russell novamente, desta vez perdendo por 4-1.
No verão de 1964, Chamberlain, um dos participantes proeminentes da famosa quadra de basquete Rucker Park, em Nova York, conheceu um talentoso jogador de 17 anos. Logo, o jovem Lew Alcindor foi autorizado a entrar em seu círculo íntimo e rapidamente começou a idolatra-lo. Chamberlain e Kareem Abdul-Jabbar, como Alcindor se nomearia mais tarde, desenvolveriam uma antipatia intensamente pessoal.
Na temporada seguinte da NBA, os Warriors tiveram um começo terrível e tiveram problemas financeiros. No All-Star Game, Chamberlain foi negociado para o Philadelphia 76ers em troca de Paul Neumann, Connie Dierking, Lee Shaffer e US$ 150 000. Quando Chamberlain deixou os Warriors, o proprietário Franklin Mieuli disse: "Chamberlain não é um homem fácil de amar e os fãs em São Francisco nunca aprenderam a amá-lo. É fácil odiar as pessoas [...] que o veem perder."

### Philadelphia 76ers (1965-1968)

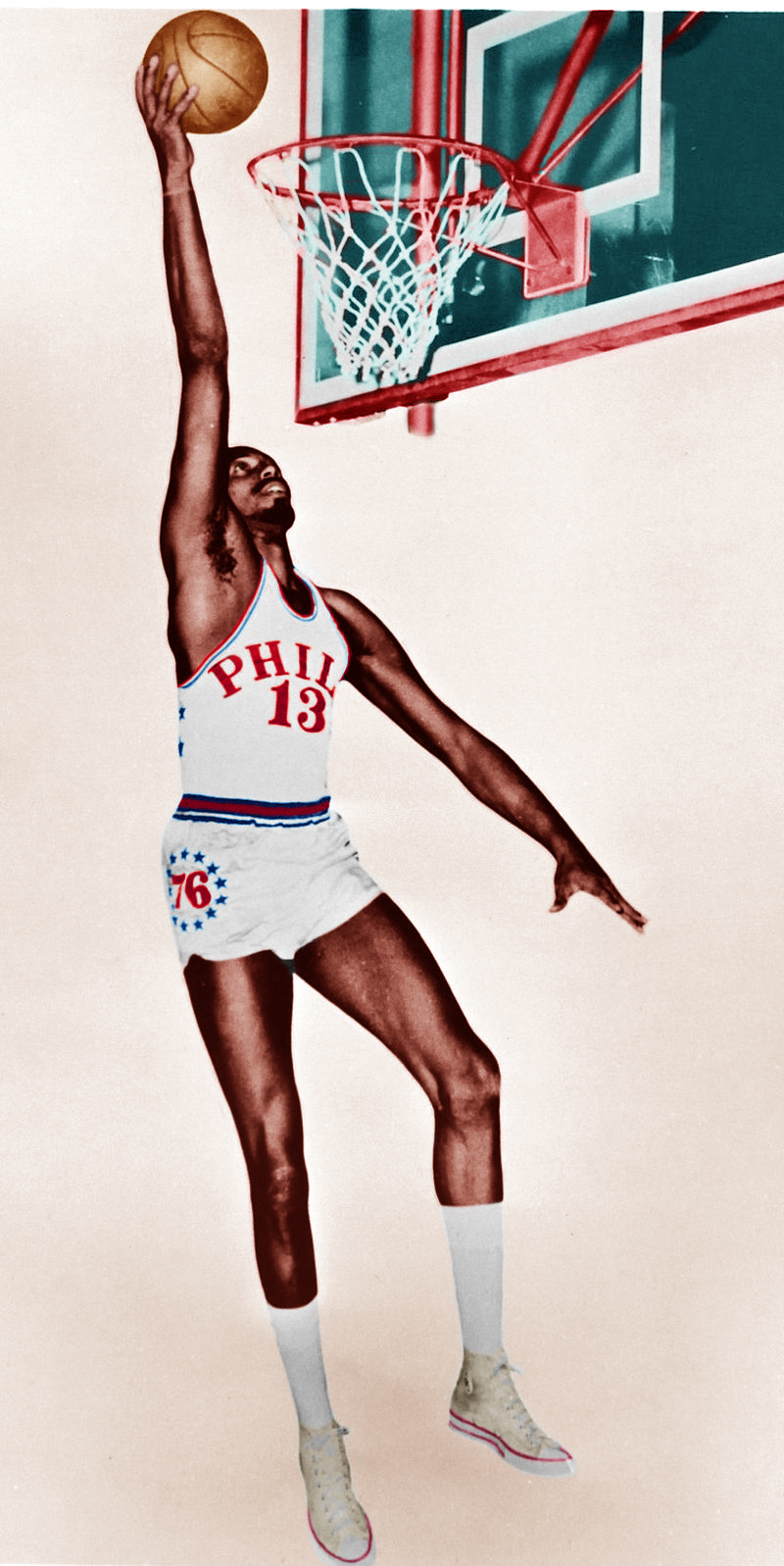
Chamberlain, 1967.

Após a troca, Chamberlain se viu em uma promissora equipe que incluía Hal Greer, Larry Costello, Chet Walker e Lucious Jackson. Havia uma certa tensão dentro da equipe: Greer era o líder indiscutível e não estava disposto a desistir de sua autoridade, e Jackson, um talentoso pivô, foi forçado a trocar de posição. No entanto, à medida que a temporada progrediu, os três começaram a se adaptar melhor. Ele não se importava com o técnico dos Sixers, Dolph Schayes, porque Schayes, segundo ele, fez várias observações desrespeitosas quando eram jogadores rivais na NBA.
Estatisticamente, Chamberlain foi novamente excelente tendo 34,7 pontos e 22,9 rebotes na segunda metade da temporada. Depois de derrotar o Cincinnati Royals de Oscar Robertson nos playoffs, os Sixers enfrentaram o conhecido rival de Chamberlain, Boston Celtics. As duas equipes dividiram os primeiros seis jogos, e por causa do melhor recorde da temporada, o último jogo foi realizado no Boston Garden. Nesse Jogo 7, ambos os pivôs foram maravilhosos: Chamberlain marcou 30 pontos e 32 rebotes e Russell anotou 16 pontos, 27 rebotes e oito assistências. Mas pela quinta vez em sete anos, a equipe de Russell eliminou a equipe de Chamberlain. De acordo com Chamberlain, foi nessa época que as pessoas começaram a chamá-lo de "perdedor". Além disso, em uma edição de abril de 1965 da Sports Illustrated Chamberlain conduziu uma entrevista intitulada "Minha vida em uma liga", onde ele criticou seus colegas jogadores, treinadores e administradores da NBA. Ele mais tarde comentou que podia ver em retrospecto como a entrevista foi fundamental para prejudicar sua imagem pública.
Na temporada de 1965-66, os Sixers tiveram um recorde de 55-25 na temporada regular, e por seu jogo forte, Chamberlain ganhou seu segundo prêmio de MVP. Naquela temporada, o pivô novamente foi excepcional registrando 33,5 pontos e 24,6 rebotes por jogo, liderando a liga em ambas as categorias. Fora das quadras, no entanto, o comprometimento de Chamberlain foi posto em dúvida, pois ele dormia tarde, morava em Nova York e só estava disponível durante a tarde para treinar. Como Schayes não queria correr o risco de irritar seu melhor jogador, ele agendou o treino diário às 16h; isso enfureceu a equipe, que preferiu treinos pela manhã para ter a tarde de folga, mas Schayes apenas disse: "Não há outro jeito". Irv Kosloff, dono dos Sixers, implorou para ele se mudar para Filadélfia mas ele foi ignorado.
Nos playoffs, os Sixers voltaram a se encontrar com os Celtics e, pela primeira vez, tiveram vantagem de quadra. No entanto, Boston venceu facilmente os dois primeiros jogos fora de casa. No Jogo 3, Chamberlain marcou 31 pontos e 27 rebotes em uma importante vitória fora de casa, e no dia seguinte, Chamberlain disse que estava "cansado demais" para jogar. No Jogo 4, Boston ganhou por 114-108. Antes do Jogo 5, Chamberlain não estava em lugar nenhum, ignorando os treinos e ficando inacessível. Exteriormente, Schayes o defendeu dizendo que ele estava "dispensado dos treinos", mas seus companheiros de equipe sabiam a verdade e eram muito menos tolerantes. No próprio Jogo 5, Chamberlain foi soberbo, marcando 46 pontos e conquistando 34 rebotes, mas os Celtics venceu o jogo por 120-112 e encerrou a série.
Antes da temporada de 1966-67, Schayes, amigável mas pouco assertivo, foi substituído por um rosto familiar, o astuto mas firme Alex Hannum. No que Cherry chama de tumultuada reunião de vestiário, Hannum abordou várias questões importantes que observou durante a última temporada, várias delas colocando Chamberlain sob uma luz desfavorável. Billy Cunningham observou que Hannum "nunca recuou" e "mostrou quem era o chefe". Ao fazer isso, ele ganhou o respeito de Chamberlain. Quando as emoções esfriaram, Hannum apontou para Chamberlain que ele também queria ganhar um título; mas para conseguir isso, ele - como seus companheiros de equipe - teria que "agir como homem" tanto dentro quanto fora da quadra. Em relação ao basquete, ele convenceu-o a mudar seu estilo de jogo. Cercado com vários outros jogadores que marcariam pontos, Hannum queria que Chamberlain se concentrasse mais na defesa.
Como resultado, Chamberlain foi menos dominante, tendo apenas 14% das cestas da equipe (em sua temporada de 50,4 pontos por jogo foi 35,3%), mas extremamente eficiente: ele teve uma média baixa de 24,1 pontos, mas liderou a liga em rebotes (24.2) e terminou em terceiro em assistências (7.8). Com esses números, Chamberlain ganhou seu terceiro prêmio de MVP. Os Sixers terminaram a temporada regular com um recorde de 68-13, incluindo um recorde inicial de 46-4. Além disso, o ex-egoísta Chamberlain começou a elogiar seus companheiros de equipe chamando Hal Greer de saltador mortal e o armador Wali Jones de excelente defensor e artilheiro. Fora da quadra, o pivô convidou a equipe para restaurantes e pagou a conta inteira. Greer, que era considerado um profissional consumado e muitas vezes entrou em conflito com ele por causa de sua atitude, falou positivamente sobre o novo Chamberlain: "Você sabia que em um minuto o Big Fella estava pronto para ir... e todos seguiriam."

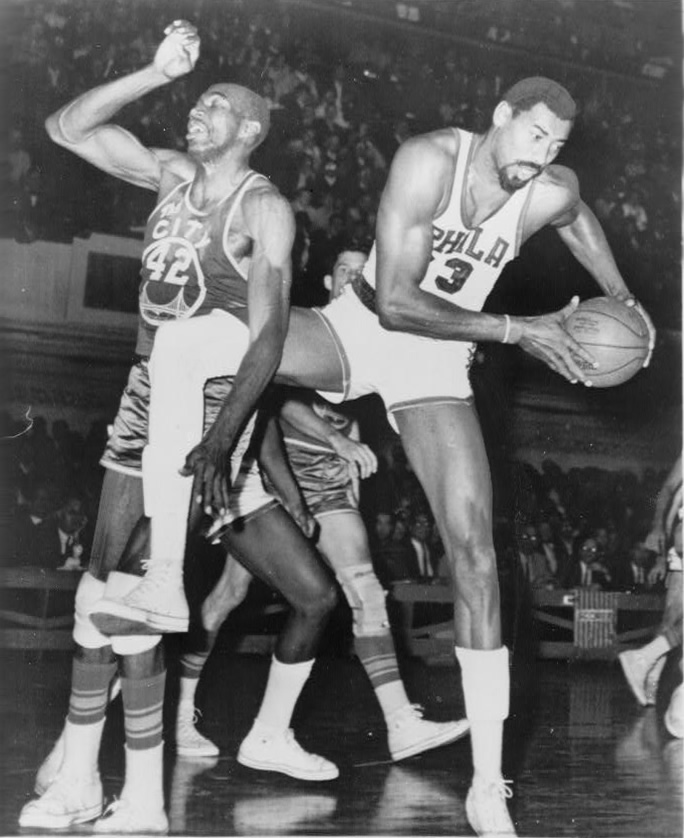
Chamberlain e Nate Thurmond do San Francisco Warriors competindo em 1966.

Nos playoffs de 1967, os Sixers mais uma vez enfrentaram o Boston Celtics nas finais da Divisão Leste e novamente tiveram vantagem de mando de quadra. No primeiro jogo, os Sixers venceram por 127–112 com um quádruplo duplo não-oficial de Chamberlain, com 24 pontos, 32 rebotes, 13 assistências e (não contado) 12 bloqueios. No segundo jogo, os Sixers venceram por 107-102 na prorrogação e no terceiro jogo, Chamberlain pegou 41 rebotes e ajudou os Sixers a vencer por 115-104. O Celtics impediu uma varrida ao vencer o Jogo 4 por 121-117, mas no Jogo 5, os Sixers superaram os Celtics por 140-116, o que efetivamente acabou com a série histórica de oito títulos consecutivos da NBA. Wilt marcou 29 pontos, 36 rebotes e 13 assistências e foi muito elogiado por Russell e K.C. Jones.
Nas Finais da NBA de 1967, os Sixers enfrentaram o antigo time de Chamberlain, San Francisco Warriors. Os Sixers venceram os dois primeiros jogos, com Chamberlain e Greer tendo créditos pelo domínio defensivo. San Francisco venceu dois dos três jogos seguintes e a série estava em 3-2 para Philly antes do Jogo 6. Os Sixers ganharam o jogo e se sagraram campeões da NBA. Chamberlain disse: "É maravilhoso fazer parte do maior time do basquete... ser campeão é como ter um grande brilho redondo dentro de você". Ele contribuiu com 17,7 pontos e 28,7 rebotes na série, nunca tendo menos de 23 rebotes nos seis jogos. O próprio Chamberlain descreveu o time como o melhor da história da NBA.
Na temporada de 1967-68, as coisas começaram a azedar entre Chamberlain e o único dono dos Sixers, Irv Kosloff. Esse conflito vinha ocorrendo há algum tempo: em 1965, Chamberlain afirmava que ele e o falecido Isaac Richman tinham chegado a um acordo que daria a ele 25% da franquia quando terminasse sua carreira. Embora não haja provas escritas a favor ou contra, o ex-treinador dos Sixers, Dolph Schayes, e o advogado dos Sixers, Alan Levitt, assumiram que Chamberlain estava certo; De qualquer maneira, Kosloff recusou o pedido, deixando Chamberlain lívido e disposto a ir para a ABA quando seu contrato terminasse em 1967. Kosloff e Chamberlain fizeram uma trégua e depois assinaram um contrato de um ano no valor de US$ 250 000.
Na quadra, Chamberlain continuou seu foco na equipe e registrou 24,3 pontos e 23,8 rebotes por jogo na temporada. Os 76ers tiveram o melhor recorde da liga pela terceira temporada consecutiva. Chamberlain fez história ao se tornar o único pivô na história da NBA a terminar a temporada como líder nas assistências com 702. Por esses feitos, Chamberlain ganhou seu quarto e último título de MVP. Outro marco foi o seu 25 000º ponto, fazendo dele o primeiro jogador a marcar tantos pontos: ele deu a bola ao seu médico, o Dr. Stan Lorber. Nas semifinais da Divisão Leste de 1968, eles enfrentaram o New York Knicks. Em uma partida fisicamente difícil, os Sixers perderam Billy Cunningham com a mão quebrada, e Chamberlain, Greer e Jackson estavam lutando com pés inflamados, joelhos ruins e tendões isquiotibiais, respectivamente. Com 3-2 na série, os Sixers derrotaram os Knicks por 115-97 no Jogo 6 depois de Chamberlain marcou 25 pontos e pegou 27 rebotes. Nessa série, ele liderou ambas as equipes em pontos (153), rebotes (145) e assistências (38).
Nas finais da Divisão Leste de 1968, os Sixers voltaram a enfrentar o Boston Celtics, novamente com vantagem de quadra. A tragédia aconteceu quando Martin Luther King foi assassinado em 4 de abril de 1968. Com oito dos dez jogadores titulares sendo afro-americanos, ambas as equipes estavam em choque profundo e houve pedidos para cancelar a série. Em um jogo chamado de "irreal" e "desprovido de emoção", os Sixers perderam por 127-118 em 5 de abril. No Jogo 2, Philadelphia igualou a série com uma vitória de 115-106 e venceu os Jogos 3 e 4. Antes do Jogo 5, os Celtics pareciam mortos: nenhum time da NBA havia superado um déficit de 3-1 antes. No entanto, os Celtics se recuperaram, vencendo os Jogos 5 e 6 por 122-104 e 114-106, respectivamente, movidos por um espirituoso John Havlicek.
O que se seguiu foi o primeiro de três jogos consecutivos controversos e dolorosos em que Chamberlain jogou. Naquele Jogo 7, 15 202 torcedores atordoados de Philadelphia testemunharam uma histórica derrota por 100-96, sendo a primeira vez na história da NBA que uma equipe perdeu uma série depois de liderar por três jogos a um. Essa derrota significou que Chamberlain estava agora com 1-6 em série de playoffs contra os Celtics.
Depois dessa temporada, o técnico Alex Hannum queria estar mais perto de sua família na costa oeste e ele deixou os Sixers para treinar o Oakland Oaks na recém fundada ABA. Chamberlain, em seguida, pediu uma troca, e o gerente geral dos Sixers, Jack Ramsay, o trocou com o Los Angeles Lakers por Darrall Imhoff, Archie Clark e Jerry Chambers. De acordo com o jornalista esportivo Roland Lazenby, jornalista próximo aos Lakers, Chamberlain estava zangado com Kosloff por quebrar o acordo de Richman-Chamberlain, mas de acordo com o Dr. Jack Ramsay, que era o gerente geral dos Sixers, Chamberlain ameaçou ir para o ABA depois que Hannum partiu e forçou a troa. Cherry finalmente acrescenta várias razões pessoais: o pivô sentiu que ele cresceu demais para Filadélfia, buscava a presença de outras celebridades (que eram muitas em Los Angeles) e finalmente também desejou a oportunidade de namorar mulheres brancas, o que era possível para um homem negro em LA, mas difícil de imaginar em outro lugar naquela época.

### Los Angeles Lakers (1968–1973)

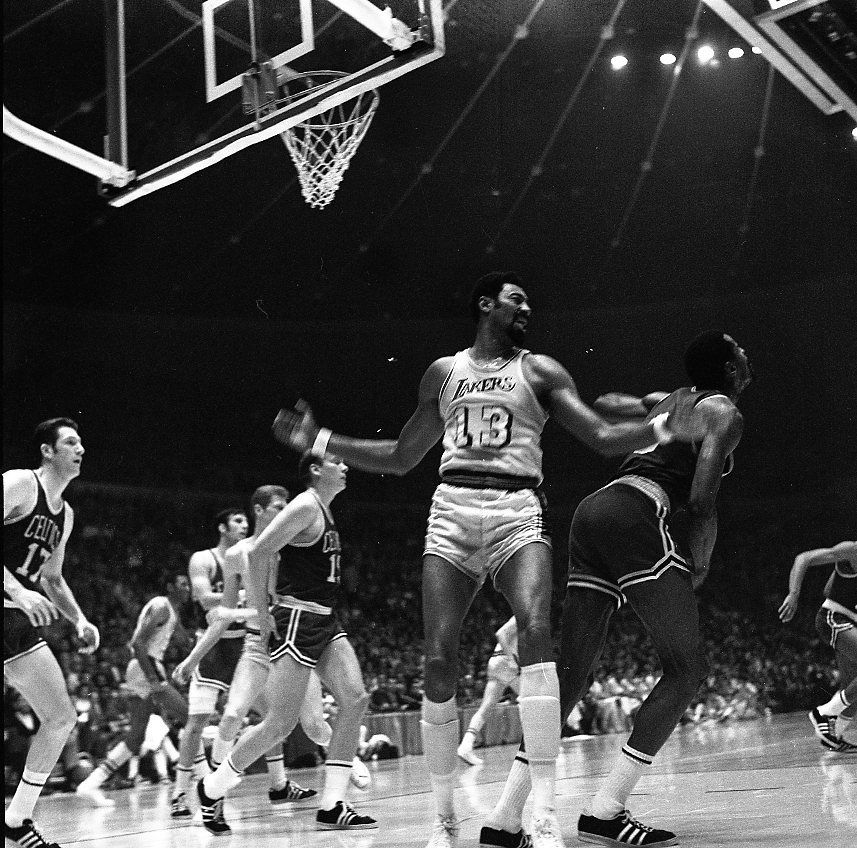
Chamberlain jogando pelo Los Angeles Lakers nas Finais da NBA de 1969 contra o Boston Celtics.

Em 9 de julho de 1968, Chamberlain foi o centro de uma grande troca entre o 76ers e o Los Angeles Lakers, tornando-se a primeira vez que um MVP da NBA foi negociado na temporada seguinte. O proprietário dos Lakers, Jack Kent Cooke, deu a Chamberlain um contrato sem precedentes, pagando a ele US$ 250 000; em comparação, o maior salário anterior dos Lakers era de Jerry West que recebia US$ 100 000.
Chamberlain juntou-se a um elenco que contava com Elgin Baylor, Jerry West, Mel Counts, Keith Erickson, Tom Hawkins e Johnny Egan. Apesar de Chamberlain ter sido cordial com Jerry West, ele sempre discutia com o capitão da equipe, Elgin Baylor; em relação a Baylor, ele explicou mais tarde: "Nós éramos bons amigos, mas... [na] cultura negra... você nunca deixe o outro cara te atacar."
O maior problema foi o seu relacionamento tenso com o treinador Butch Van Breda Kolff: pejorativamente chamando o novo recruta de "The Load", mais tarde ele se queixou de que Chamberlain era egoísta, nunca o respeitava, muitas vezes relaxava nos treinos e se concentrava demais em suas próprias estatísticas. Em troca, o pivô criticou Van Breda Kolff dizendo que ele era "o treinador mais idiota e pior de todos os tempos".
Chamberlain experimentou uma temporada problemática e muitas vezes frustrante. Van Breda Kolff o colocou no banco várias vezes, o que nunca havia acontecido em sua carreira antes; no meio da temporada, o campeão de pontuação perene teve dois jogos em que ele marcou apenas seis e, em seguida, apenas dois pontos. Nessa temporada, Chamberlain teve uma média de 20,5 pontos e 21,1 rebotes por jogo. No entanto, Jack Kent Cooke ficou satisfeito, porque desde que adquiriu Chamberlain, as vendas de ingressos aumentaram 11%. Nos playoffs de 1969, os Lakers venceram o antigo time de Chamberlain, o San Francisco Warriors por 4–2 e o Atlanta Hawks antes de encontrar com os rivais familiares de Chamberlain, o Boston Celtics de Bill Russell, nas Finais da NBA. Indo para a série como favoritos, os Lakers venceram os dois primeiros jogos, mas perderam os dois seguintes. Chamberlain foi criticado por ser neutralizado por Bill Russell com pouco esforço. No Jogo 5, ele marcou 13 pontos e pegou 31 rebotes, levando Los Angeles a uma vitória por 117-104. No Jogo 6, os Celtics venceram por 99-90 e Chamberlain marcou apenas 8 pontos.
O Jogo 7 contou com uma cena surreal: em antecipação a uma vitória dos Lakers, o proprietário, Jack Kent Cooke, colocou milhares de balões nas vigas do Fórum em Los Angeles. Essa demonstração de arrogância motivou o Celtics que venceu o jogo por 108-106. Depois do jogo, muitos se perguntaram por que Chamberlain ficou de fora nos últimos seis minutos. No momento da sua substituição, ele tinha 18 pontos e 27 rebotes, significativamente melhor do que os 10 pontos de Mel Counts. Entre outros, Bill Russell não acreditava que a lesão de Chamberlain fosse grave, e abertamente acusou-o de ser um simulador: "Qualquer lesão que não seja uma perna quebrada ou uma fratura nas costas não é suficiente". Ironicamente, Van Breda Kolff foi em defesa de Chamberlain, insistindo que ele dificilmente conseguia se mexer.
Em seu segundo ano nos Lakers, dessa vez sob o comando do novo treinador Joe Mullaney, Chamberlain teve uma lesão grave no joelho. Ele se machucou no nono jogo da temporada, sofrendo uma ruptura total do tendão patelar da rótula direita, e perdeu os próximos meses antes de voltar nos três últimos jogos da temporada regular. Devido a um grande começo, ele conseguiu uma média de 27,3 pontos, 18,4 rebotes e 4,1 assistências por jogo. Mais uma vez, os Lakers chegaram as Finais da NBA, dessa vez enfrentando o New York Knicks de Willis Reed, Dave DeBusschere, Bill Bradley e Walt Frazier. No primeiro jogo, New York venceu por 124-112. No Jogo 2, Chamberlain marcou 19 pontos, pegou 24 rebotes e bloqueou o arremesso de Reed nos segundos finais, levando os Lakers a uma vitória por 105-103. No Jogo 3, os Knicks venceram por 111-108. No Jogo 4, Chamberlain marcou 18 pontos e pegou 25 rebotes e ajudou a empatar a série em 2-2. No Jogo 5, os Lakers perderam por 107-100 no que foi chamado de uma das maiores viradas da história das Finais (Knicks estavam 13 pontos atrás e sem Reed). No Jogo 6, Chamberlain marcou 45 pontos, pegou 27 rebotes e quase sozinho empatou a série em 3-3. Com Reed fora, os Knicks parecia condenado antes do Jogo 7 em Nova York.
No entanto, o herói do Jogo 7 foi Willis Reed. Ele notoriamente mancou na quadra, marcou os primeiros quatro pontos e inspirou sua equipe a uma das mais famosas surpresas dos playoffs de todos os tempos. Chamberlain foi criticado por sua incapacidade de dominar seu adversário lesionado.

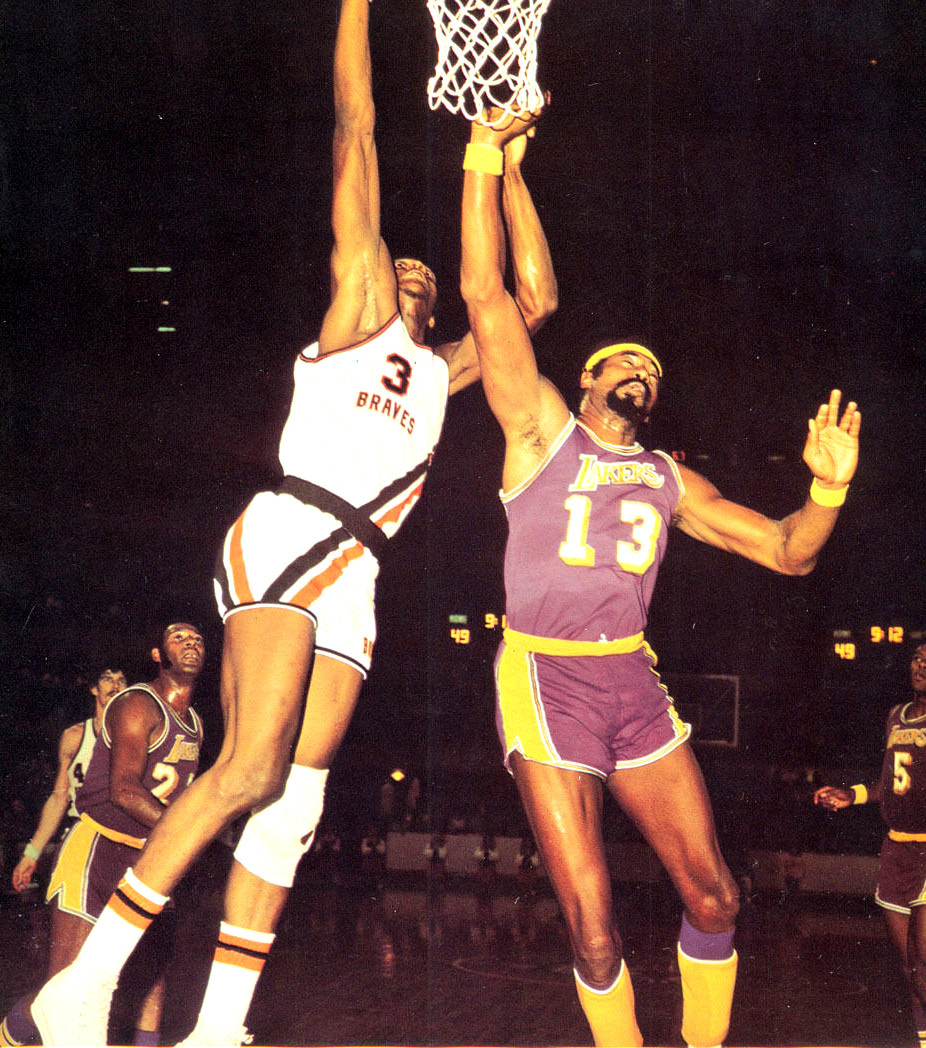
Elmore Smith e Chamberlain lutando por um rebote em 1971.

Na temporada de 1970-71, os Lakers contrataram Gail Goodrich que havia jogado na equipe até 1968. Chamberlain teve uma média de 20,7 pontos, 18,2 rebotes e 4,3 assistências e os Lakers venceram o título da Divisão do Pacífico. Depois de perder Elgin Baylor e Jerry West lesionados, os Lakers foram vistos como azarões contra o Milwaukee Bucks de Lew Alcindor (Kareen Abdul-Jabbar) e Oscar Robertson nas finais da Conferência Oeste. No Jogo 1, Abdul-Jabbar superou Chamberlain por 32-22 pontos e os Bucks ganharam por 106-85. No Jogo 2, os Bucks venceram novamente apesar de Wilt ter feito quatro pontos a mais do que o seu homólogo de Milwaukee. No Jogo 3, Chamberlain marcou 24 pontos e pegou 24 rebotes na vitória por 118-107, mas os Bucks derrotaram os Lakers por 117-94 no Jogo 4 e ficou com uma vantagem de 3-1. Milwaukee fechou a série em casa com uma vitória por 116-98 no Jogo 5.
Após os playoffs de 1971, Chamberlain desafiou Muhammad Ali para uma luta. A luta de 15 rounds teria ocorrido em 26 de julho de 1971 no Houston Astrodome. Chamberlain treinou com Cus d'Amato, mas depois recuou, retirando o tão divulgado desafio. Em uma entrevista de 1999, Chamberlain afirmou que o treinador de boxe, Cus D'Amato, havia se aproximado dele com a ideia e que ele e Ali receberam US$ 5 milhões pela luta. O dono do Lakers, Jack Kent Cooke, também ofereceu a Chamberlain um contrato recorde na condição de que Chamberlain concordasse em desistir do que Cooke chamou de "essa loucura do boxe".
Na temporada de 1971-72, os Lakers contrataram Bill Sharman como treinador principal. Sharman transformou Chamberlain em um defensor de baixa pontuação nos moldes de seu velho rival, Bill Russell. Além disso, ele disse a Chamberlain que usasse suas habilidades de rebote e passe para iniciar rapidamente os ataques. Apesar de não ser mais o artilheiro, Chamberlain foi nomeado o novo capitão dos Lakers: depois de romper seu tendão de Aquiles, Elgin Baylor se aposentou, deixando um vazio no cargo. Inicialmente, Sharman queria que Chamberlain e West compartilhassem esse dever, mas West recusou, afirmando que ele era propenso a lesões e queria se concentrar apenas no jogo. Chamberlain aceitou seu novo papel e registrou 14,8 pontos e 19,2 rebotes por jogo. Impulsionado por sua presença defensiva, os Lakers embarcaram em uma série de 33 vitórias a caminho de um recorde de 69 vitórias na temporada regular.
Na pós-temporada, os Lakers varreram o Chicago Bulls e em seguida enfrentaram o Milwaukee Bucks de Kareem Abdul-Jabbar. Chamberlain ajudaria os Lakers a passar pelos Bucks em seis jogos. Particularmente, Chamberlain foi elogiado por sua atuação no Jogo 6, que o Lakers venceu por 104-100: ele marcou 24 pontos e pegou 22 rebotes. Jerry West chamou isso de "a maior performance defensiva que eu já vi".

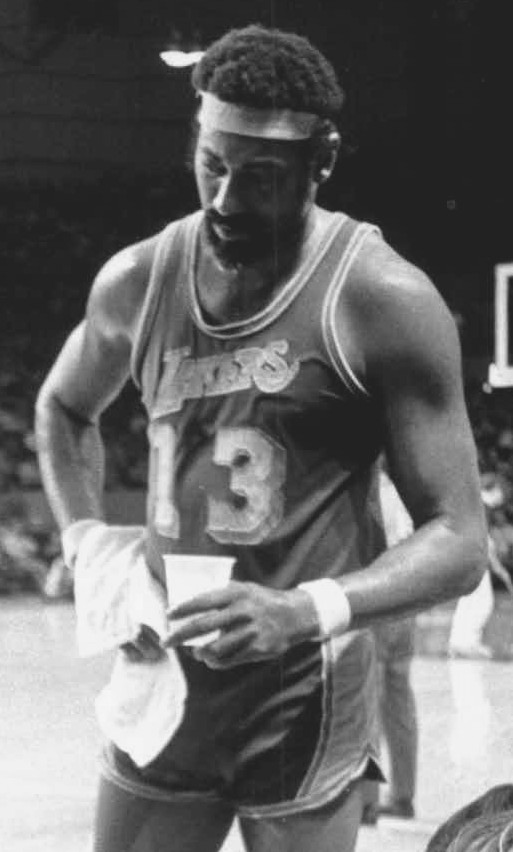
Chamberlain com os Lakers em 1972

Nas finais da NBA de 1972, os Lakers novamente encontraram o New York Knicks. No Jogo 5, Chamberlain registrou 24 pontos, 29 rebotes, oito assistências e oito bloqueios. O excepcional desempenho de Chamberlain nesse jogo ajudou os Lakers a vencer seu primeiro título em Los Angeles. Ele foi nomeado MVP das Finais.
A temporada de 1972-73 seria a última de Chamberlain, embora ele não soubesse disso na época. Em sua última temporada, ele teve uma média de 13,2 pontos e 18,6 rebotes. Os Lakers venceram 60 jogos na temporada regular e chegou às Finais da NBA de 1973 contra o New York Knicks. Desta vez, as mesas foram viradas: os Knicks agora tinham uma equipe saudável e os Lakers agora estavam prejudicados por várias lesões. Naquela série, os Lakers venceram o Jogo 1 por 115-112, mas o Knicks ganharam os Jogos 2 e 3; as coisas pioraram quando Jerry West machucou o tendão. No Jogo 5, e apesar de Chamberlain ter marcado 23 pontos e pegado 21 rebotes, os Lakers perderam por 102-93 e os Knicks se tornaram campeões.

### San Diego Conquistadors (1973–1974)
Em 1973, o San Diego Conquistadors da ABA assinou Chamberlain para ser um treinador-jogador por um salário de US$ 600 000. No entanto, os Lakers processou a sua antiga estrela e impediu-o de jogar. Impedido de jogar, Chamberlain deixou as funções de treinador para o seu assistente Stan Albeck, que lembrou: "Chamberlain tem uma ótima sensação de basquete profissional mas as coisas do dia-a-dia que são uma parte importante de basquete deixaram ele entediado. Ele não teve paciência".
Em sua única temporada como treinador, a equipe teve um recorde de 37-47 na temporada regular e perdeu contra o Utah Stars nas semifinais da divisão. Após a temporada, Chamberlain se aposentou do basquete profissional.

## Pós-Carreira

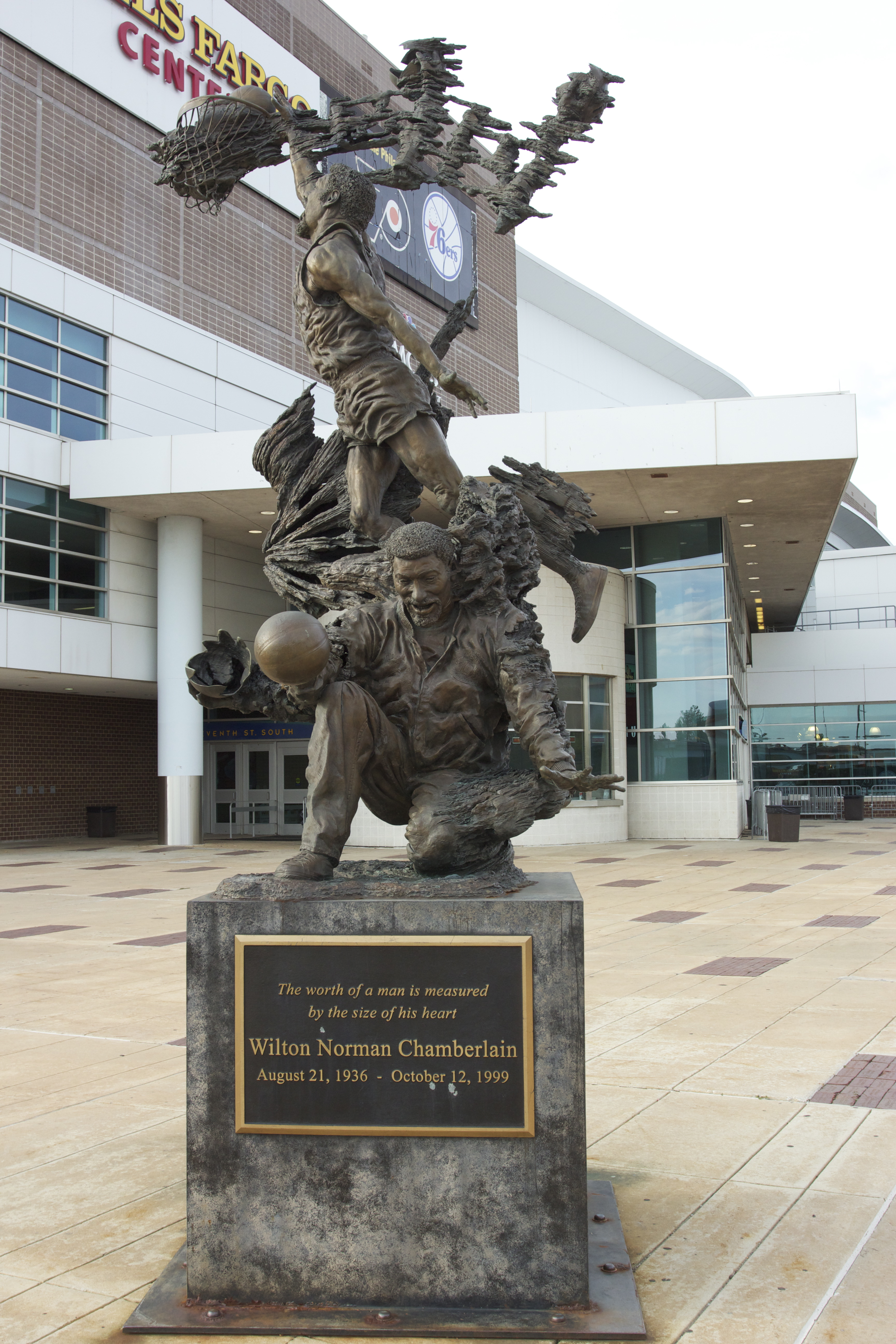
Estátua de Chamberlain no sul de Filadélfia

Após sua carreira, Chamberlain entrou com sucesso no ramo de negócios e entretenimento, ganhou dinheiro em ações e imóveis, comprou uma boate no Harlem e investiu em reprodutores. Chamberlain também patrocinou equipes profissionais de voleibol e atletismo, também forneceu equipes de alto nível para meninas e mulheres no basquete, no atletismo, no vôlei e no softbol.
Ele ganhou dinheiro ao aparecer em anúncios da TWA, American Express, Volkswagen, Drexel Burnham, Le Tigre e Foot Locker.
Depois de sua carreira no basquete, o vôlei tornou-se a nova paixão de Chamberlain: sendo um talentoso jogador de vôlei, ele se tornou membro do conselho da recém-fundada Federação Internacional de Voleibol em 1974 e foi seu presidente um ano depois. Chamberlain promoveu o esporte tão efetivamente que foi nomeado para o Hall da Fama do Vôlei, se tornando um dos poucos atletas que foram consagrados em diferentes esportes.
Em 1976, Wilt voltou-se para o seu interesse por filmes, formando uma produtora e distribuidora cinematográfica para fazer seu primeiro filme, intitulado "Go For It".
Chamberlain interpretou um guerreiro vilão e contraparte de Arnold Schwarzenegger no filme Conan, o Destruidor (1984). Em novembro de 1998, ele assinou com Ian Ng Cheng Hin, CEO da Northern Cinema House Entertainment (NCH Entertainment), para fazer sua própria biografia, querendo contar sua história de vida à sua maneira. Ele estava trabalhando nas anotações do roteiro há mais de um ano no momento de sua morte.
Quando contratos de milhões de dólares se tornaram comuns na NBA, Chamberlain sentiu cada vez mais que ele havia sido mal pago durante sua carreira. Um resultado desse ressentimento foi o livro de 1997, Who's Running the Asylum?, no qual ele criticou duramente a NBA dos anos 90 por ser muito desrespeitosa com os jogadores do passado.
Chamberlain com seus quarenta e poucos anos, foi capaz de humilhar o novato Magic Johnson nos treinos, e mesmo na década de 1980, ele flertou com um retorno na NBA.

## Legado

### Rivalidade entre Chamberlain e Russell

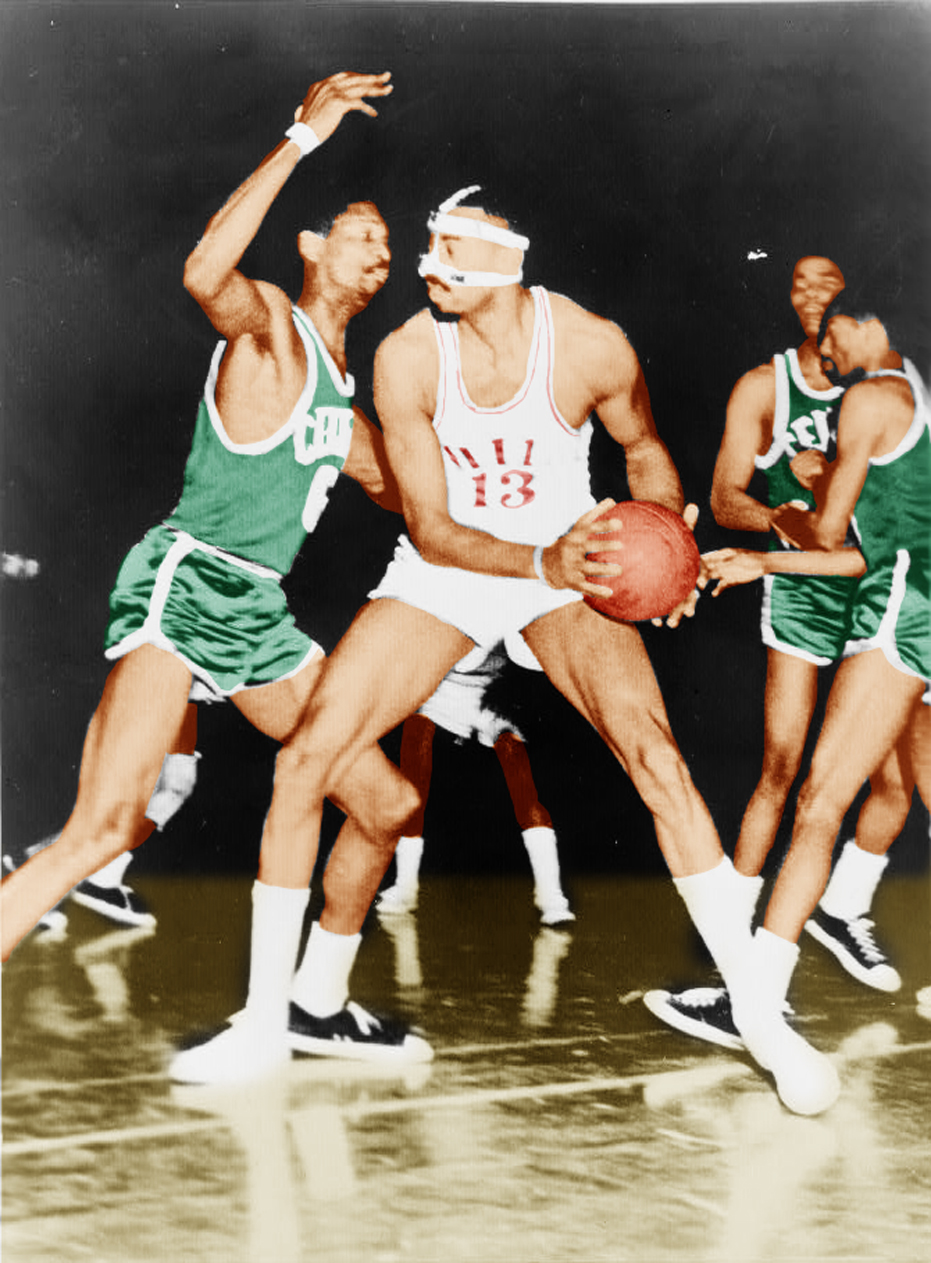
Chamberlain sendo marcado por Bill Russell dos Celtics em 1966.

De uma perspectiva histórica da NBA, a rivalidade entre Chamberlain e Bill Russel é citada como a maior rivalidade de todos os tempos. Os Celtics de Russell venceu sete das oito séries dos playoffs contra os times de Chamberlain, Warriors, 76ers e Lakers, e ficou 57-37 na temporada regular e 29-20 nos playoffs.
A comparação entre os dois é muitas vezes simplificada para um grande jogador (Chamberlain) contra um jogador que faz sua equipe grande (Russell), um individualista contra um jogador da equipe. Em 1961-62, quando Chamberlain teve uma média de 50,4 pontos por jogo, ele notou que Boston não dependiam da pontuação de Russell e ele poderia se concentrar na defesa e no rebote. Ele queria que as pessoas entendessem que seus papéis eram diferentes. Chamberlain disse: "Tenho que acertar quarenta pontos ou mais, ou esse time está em apuros. Preciso pontuar - entendeu? Depois disso, jogo na defesa. Tento fazer tudo mas a pontuação vem em primeiro lugar".
Russell ganhou 11 títulos da NBA em sua carreira, enquanto Chamberlain ganhou dois. Chamberlain foi nomeado sete vezes pra Primeira-Equipe All-NBA contra três de Russell, mas Russell foi nomeado MVP da liga - então selecionado pelos jogadores e não pela imprensa - cinco vezes contra quatro de Chamberlain.
Russell e Chamberlain eram amigos na vida privada. Russell nunca considerou Chamberlain seu rival e não gostou do termo, em vez disso, ressaltou que eles raramente falavam sobre basquete quando estavam sozinhos. Quando Chamberlain morreu em 1999, o sobrinho de Chamberlain declarou que Russell era a segunda pessoa a quem ele foi ordenado a dar a notícia. Os dois não se falaram por duas décadas, depois de Russell criticar Chamberlain após o Jogo 7 das Finais de 1969. Russell pediu desculpas em particular a ele e depois publicamente.

### Mudanças de regra
O impacto de Chamberlain no jogo também se reflete no fato de que ele foi diretamente responsável por várias mudanças de regras na NBA, incluindo a ampliação da quadra para tentar manter os homens mais distantes. Chamberlain, que supostamente tinha um salto vertical de 1,27 metros, era fisicamente capaz de converter enterradas sem qualquer marcação. Quando suas enterradas praticamente minaram o bloqueio, a NCAA e a NBA baniram seu modus operandi.

### Reputação
Embora Chamberlain tenha acumulado algumas das estatísticas mais impressionantes da história dos esportes profissionais norte-americanos, porque venceu "apenas" dois títulos da NBA, ele foi muitas vezes chamado de "egoísta" e "perdedor".
Chamberlain foi alvo de críticas por causa de seu pobre arremesso de lance livre. Inúmeras sugestões foram oferecidas; ele atirou para baixo, com uma mão, com as duas mãos, do lado do círculo e bem atrás da linha. Apesar de seus infortúnios, Chamberlain estabeleceu o recorde da NBA de 28 lances livres feitos em um jogo da temporada regular em seu jogo de 100 pontos em 1962.
Além disso, Chamberlain prejudicou sua reputação em um artigo de abril de 1965 na Sports Illustrated. Em uma entrevista intitulada "Minha vida em uma liga", ele criticou seus colegas jogadores, treinadores e administradores da NBA. Chamberlain mais tarde comentou que ele podia ver em retrospecto como a entrevista poderia ter sido fundamental para prejudicar sua imagem pública.

## Vida pessoal

### Status de estrela
Chamberlain foi o primeiro grande ganhador do basquete; Ele imediatamente se tornou o jogador mais bem pago ao entrar na NBA. Ele foi o primeiro jogador de basquete a ganhar pelo menos US$ 100 mil por ano e ganhou US$ 1,5 milhão durante seus anos nos Lakers.
Quando se tornou um Laker, Chamberlain construiu uma mansão de milhões de dólares que ele chamou de "Ursa Major" em Bel-Air. Ele tinha um pivô de cerca de 60 quilos como porta da frente e continha grandes exibições de luxo. Robert Allen Cherry, jornalista e autor da biografia Wilt: Larger than Life, descreve sua casa como uma miniatura da Playboy Mansion, onde ele regularmente organizava festas e vivia sua vida sexual mais tarde notória. Projetado de acordo com suas preferências, a casa foi construída sem ângulos retos e tinha uma sala "X-rated" com paredes espelhadas e um colchão de água coberto de pele. Chamberlain vivia sozinho, contando com uma grande quantidade de aparelhos automatizados, com dois gatos chamados Zip e Zap e vários cães Great Dane como companhia. Além disso, Chamberlain dirigiu uma Ferrari, um Bentley, e teve um carro estilo Le Mans chamado Searcher One projetado e construído a um custo de US$ 750 000 em 1996. Após sua morte, em 1999, a propriedade de Chamberlain foi avaliada em US$ 25 milhões.

### Vida amorosa
Embora Chamberlain fosse tímido e inseguro na adolescência, ele se transformou quando virou adulto. Como seu advogado Seymour "Sy" Goldberg colocou: "Algumas pessoas colecionam selos, Wilt coleciona mulheres". A saltadora olímpica sueca Annette Tånnander, que o conheceu quando ele tinha 40 anos e ela 19, se lembra dele como uma pessoas que era extremamente confiante e respeitoso: "Eu acho que Wilt namorou com tudo que se movia... [mas] ele nunca foi ruim ou rude". Muitos dos amigos pessoais de Chamberlain testemunharam que ele já teve 23 mulheres em 10 dias. No entanto, o colunista do Los Angeles Times, David Shaw, afirmou que durante um jantar, Chamberlain foi "rude e sexista em relação ao seu próprio encontro, como ele costumava ser", acrescentando que em determinado momento Chamberlain deixou a mesa para obter o número de telefone de uma mulher atraente em uma mesa próxima.
De acordo com Rod Roddewig, contemporâneo de Wilt, Chamberlain documentou sua vida amorosa usando um Day-Timer. Toda vez que Chamberlain ia para a cama com uma mulher diferente, ele colocava um cheque em seu Day-Timer. Durante um período de 10 dias, havia 23 verificações no livro, o que seria uma taxa de 2,3 mulheres por dia. Chamberlain dividiu esse número ao meio para ser conservador e para corrigir os graus de variação. Ele então multiplicou esse número pelo número de dias que ele estava vivo e foi assim que o número de 20 000 passou a existir. Em resposta ao retrocesso público em relação à sua promiscuidade, Chamberlain mais tarde enfatizou que "o objetivo de usar o número era mostrar que o sexo era uma grande parte da minha vida, pois o basquete era uma grande parte da minha vida. Essa é a razão pela qual eu era solteiro".
Em uma entrevista de 1999, pouco antes de sua morte, ele lamentou não ter explicado o clima sexual na época de suas escapadas e advertiu outros homens que o admiravam por isso, concluindo com as palavras: "Com todos vocês homens que pensam que ter milhares de mulheres diferentes é muito legal, eu aprendi em minha vida que que ter uma mulher mil vezes é muito mais satisfatório". Chamberlain também reconheceu que nunca chegou perto de se casar e não tinha intenção de criar filhos. No entanto, em 2015, um homem chamado Aaron Levi se apresentou alegando ser filho de Chamberlain com base em documentos não identificativos de sua adoção e informações de sua mãe biológica. A irmã de Chamberlain se recusou a fornecer provas de DNA para testes, então a alegação de Levi não é conclusiva.

### Relacionamentos
Chamberlain foi especialmente elogiado por seu bom relacionamento com seus fãs, muitas vezes oferecendo ingressos e dando autógrafos. Jerry West o chamou de "pessoa complexa mas muito legal", e o rival da NBA, Jack McMahon, até disse: "A melhor coisa que aconteceu à NBA é que Deus fez de Wilt uma pessoa legal... ele poderia ter matado todos nós com sua mão esquerda."
Durante a maior parte de sua carreira na NBA, Chamberlain era amigo de Bill Russell. Chamberlain muitas vezes convidava ele para o Dia de Ação de Graças. Mas, à medida que a contagem de campeonatos se tornava cada vez mais desigual, o relacionamento ficou tenso e hostil depois que Russell acusou Chamberlain de "ceder" no notório Jogo 7 das Finais da NBA de 1969. Os dois homens não conversaram por mais de 20 anos, até que Russell pediu desculpas em particular, depois publicamente em uma entrevista em 1997: "Havia uma coisa há quase 30 anos... eu estava errado." Ainda assim, Chamberlain manteve um nível de amargura, lamentou que ele deveria ter sido "mais físico" com Russell em seus jogos e, em particular, continuou acusando seu rival de "intelectualizar" o basquete de maneira negativa.
Mais hostil foi o relacionamento de Chamberlain com Kareem Abdul-Jabbar. Embora Abdul-Jabbar o idolatrasse na adolescência e fizesse parte de seu círculo íntimo, o vínculo estudantil / mentor se deteriorou em intensa aversão mútua, especialmente depois que Chamberlain se aposentou. Ele muitas vezes criticou Abdul-Jabbar por uma percepção de falta de pontuação, recuperação e defesa. Abdul-Jabbar acusou Chamberlain de ser um traidor da raça negra por suas inclinações políticas republicanas, apoio a Richard Nixon e relações com mulheres brancas. Quando Abdul-Jabbar quebrou o recorde de pontos de todos os tempos de Chamberlain em 1984, ele repetidamente pediu a Abdul-Jabbar que se aposentasse. Quando Abdul-Jabbar publicou sua autobiografia em 1990, ele retaliou escrevendo um artigo intitulado "To Wilt Chumperlane [sic]" no qual ele afirmava: "Agora que eu terminei de jogar, a história se lembrará de mim como alguém que ajudou colegas a ganhar, enquanto você será lembrado como um bebê chorão, um perdedor e um desistente". Seu relacionamento permaneceu principalmente tenso até o fim.

### Política
Chamberlain denunciou os Panteras Negras e outros grupos revolucionários no final dos anos 1960 e apoiou o republicano Richard Nixon nas eleições presidenciais de 1968 e 1972. Ele acompanhou Nixon ao funeral do Dr. Martin Luther King Jr. e se considerou um republicano.

## Morte
Chamberlain tinha um histórico de problemas cardíacos. Em 1992, ele foi hospitalizado brevemente por um batimento cardíaco irregular. De acordo com pessoas próximas, ele finalmente começou a tomar medicação para seus problemas de coração. Em 1999, sua condição se deteriorou rapidamente e durante esse tempo ele perdeu 50 quilos. Depois de passar por uma cirurgia dentária na semana anterior à sua morte, ele estava com muita dor e parecia incapaz de se recuperar do estresse.
Em 12 de outubro de 1999, Chamberlain morreu em Bel-Air, Califórnia, aos 63 anos de idade. Seu agente, Sy Goldberg, afirmou que Chamberlain morreu de insuficiência cardíaca congestiva.
Os jogadores e árbitros da NBA ficaram tristes com a perda de um jogador que eles lembraram universalmente como um símbolo do esporte. Seu rival de longa data e amigo pessoal, Bill Russell, afirmou que "a ferocidade de nossa competição nos uniu pela eternidade", e Red Auerbach, técnico dos Celtics, elogiou Chamberlain como vital para o sucesso de toda a NBA. O ex-companheiro do Lakers, Jerry West, lembrou-se dele como um jogador totalmente dominante, mas amigável e bem-humorado, e Kareem Abdul-Jabbar, Johnny Kerr, Phil Jackson e Wes Unseld chamaram Chamberlain de um dos maiores jogadores da história o desporto.

## Estatísticas na NBA
| † | Campeão da NBA           |
|   | Líder da Liga            |
|   | MVP da Temporada Regular |
|   | Recorde da NBA           |

### Temporada Regular
| Ano      | Equipe   | PJ   | PT | MPJ  | AP   | 3P | LL   | RT   | AS  | BR | TO | PPJ  |
| -------- | -------- | ---- | -- | ---- | ---- | -- | ---- | ---- | --- | -- | -- | ---- |
| 1959-60  | Warriors | 72   | —  | 46.4 | .461 | —  | .582 | 27.0 | 2.3 | —  | —  | 37.6 |
| 1960-61  | Warriors | 79   | —  | 47.8 | .509 | —  | .504 | 27.2 | 1.9 | —  | —  | 38.4 |
| 1961-62  | Warriors | 80   | —  | 48.5 | .506 | —  | .613 | 25.7 | 2.4 | —  | —  | 50.4 |
| 1962-63  | Warriors | 80   | —  | 47.6 | .528 | —  | .593 | 24.3 | 3.4 | —  | —  | 44.8 |
| 1963-64  | Warriors | 80   | —  | 46.1 | .524 | —  | .531 | 22.3 | 5.0 | —  | —  | 36.9 |
| 1964-65  | Warriors | 38   | —  | 45.9 | .499 | —  | .416 | 23.5 | 3.1 | —  | —  | 38.9 |
| 1964-65  | 76ers    | 35   | —  | 44.5 | .528 | —  | .526 | 22.3 | 3.8 | —  | —  | 30.1 |
| 1965-66  | 76ers    | 79   | —  | 47.3 | .540 | —  | .513 | 24.6 | 5.2 | —  | —  | 33.5 |
| 1966-67  | 76ers†   | 81   | —  | 45.5 | .683 | —  | .441 | 24.2 | 7.8 | —  | —  | 24.1 |
| 1967-68  | 76ers    | 82   | —  | 46.8 | .595 | —  | .380 | 23.8 | 8.6 | —  | —  | 24.3 |
| 1968-69  | Lakers   | 81   | —  | 45.3 | .583 | —  | .446 | 21.1 | 4.5 | —  | —  | 20.5 |
| 1969-70  | Lakers   | 12   | —  | 42.1 | .568 | —  | .446 | 18.4 | 4.1 | —  | —  | 27.3 |
| 1970-71  | Lakers   | 82   | —  | 44.3 | .545 | —  | .538 | 18.2 | 4.3 | —  | —  | 20.7 |
| 1971-72  | Lakers†  | 82   | —  | 42.3 | .649 | —  | .422 | 19.2 | 4.0 | —  | —  | 14.8 |
| 1972-73  | Lakers   | 82   | —  | 43.2 | .727 | —  | .510 | 18.6 | 4.5 | —  | —  | 13.2 |
| Carreira | Carreira | 1045 | —  | 45.8 | .540 | —  | .511 | 22.9 | 4.4 | —  | —  | 30.1 |
| All-Star | All-Star | 13   | 9  | 29.8 | .590 | —  | .500 | 15.1 | 2.7 | —  | —  | 14.7 |

### Playoffs
|  | MVP de Finais |

| Ano      | Equipe   | PJ  | PT | MPJ  | AP   | 3P | LL   | RT   | AS  | BR | TO | PPJ  |
| -------- | -------- | --- | -- | ---- | ---- | -- | ---- | ---- | --- | -- | -- | ---- |
| 1959-60  | Warriors | 9   | —  | 46.1 | .496 | —  | .445 | 25.8 | 2.1 | —  | —  | 33.2 |
| 1960-61  | Warriors | 3   | —  | 48.0 | .469 | —  | .553 | 23.0 | 2.0 | —  | —  | 37.0 |
| 1961-62  | Warriors | 12  | —  | 48.0 | .467 | —  | .636 | 26.6 | 3.1 | —  | —  | 35.0 |
| 1963-64  | Warriors | 12  | —  | 46.5 | .543 | —  | .475 | 25.2 | 3.3 | —  | —  | 34.7 |
| 1964-65  | 76ers    | 11  | —  | 48.7 | .530 | —  | .559 | 27.2 | 4.4 | —  | —  | 29.3 |
| 1965-66  | 76ers    | 5   | —  | 48.0 | .509 | —  | .412 | 30.2 | 3.0 | —  | —  | 28.0 |
| 1966-67  | 76ers†   | 15  | —  | 47.9 | .579 | —  | .388 | 29.1 | 9.0 | —  | —  | 21.7 |
| 1967-68  | 76ers    | 13  | —  | 48.5 | .534 | —  | .380 | 24.7 | 6.5 | —  | —  | 23.7 |
| 1968-69  | Lakers   | 18  | —  | 46.2 | .545 | —  | .392 | 24.7 | 2.6 | —  | —  | 13.9 |
| 1969-70  | Lakers   | 18  | —  | 47.3 | .549 | —  | .406 | 22.2 | 4.5 | —  | —  | 22.1 |
| 1970-71  | Lakers   | 12  | —  | 46.2 | .455 | —  | .515 | 20.2 | 4.4 | —  | —  | 18.3 |
| 1971-72  | Lakers†  | 15  | —  | 46.9 | .563 | —  | .492 | 21.0 | 3.3 | —  | —  | 14.7 |
| 1972-73  | Lakers   | 17  | —  | 47.1 | .552 | —  | .500 | 22.5 | 3.5 | —  | —  | 10.4 |
| Carreira | Carreira | 160 | —  | 47.2 | .522 | —  | .465 | 24.5 | 4.2 | —  | —  | 22.5 |

Fonte:

## Prêmios e Homenagens
- Membro do Naismith Basketball Hall of Fame: 1979
- NBA:
  - 2x Campeão da NBA: 1967 e 1972;
  - 4x NBA Most Valuable Player (MVP): 1960, 1966, 1967 e 1968;
  - NBA Finals Most Valuable Player (MVP das Finais): 1972;
  - 7x NBA Scoring Champion: 1960, 1961, 1962, 1963, 1964, 1965, 1966;
  - NBA Rookie of the Year: 1960;
  - NBA All-Star Game MVP: 1960;
  - 13x NBA All-Star: 1960, 1961, 1962, 1963, 1964, 1965, 1966, 1967, 1968, 1969, 1971, 1972, 1973;
  - 10x All-NBA Team:
    - primeiro time: 1960, 1961, 1962, 1964, 1966, 1967, 1968;
    - segundo time: 1963, 1965, 1972;

  - 2x NBA All-Defensive Team:
    - primeiro time: 1972, 1973;

  - NBA Assists Leader: 1968;
  - 11x líder em Rebotes na temporada:  1960, 1961, 1962, 1963, 1966, 1967, 1968, 1969, 1971, 1972, 1973;
  - Um dos 50 grandes jogadores da história da NBA;
  - Um dos 75 maiores jogadores da história da NBA;
  - Número 13 aposentado pelo Golden State Warriors;
  - Número 13 aposentado pelo Philadelphia 76ers;
  - Número 13 aposentado pelo Los Angeles Lakers;

Recordes na NBA
- - Pessoa com mais recordes da NBA - 72 recordes (61 sozinho e 11 dividido)
  - Mais pontos em uma única partida - 100 pontos (1962)
  - Mais cestas consecutivas - 35 cestas consecutivas (1967)
  - Maior média de pontos em uma única temporada - 50.4 ppg (1961/62)
  - Mais minutos por jogo na carreira (temporada regular) - 45.8
  - Mais minutos por jogo na carreira (playoffs) - 47.2
  - Mais minutos por jogo em uma única temporada - 48.5 (1961/62)
  - Maior aproveitamento em arremessos de quadra em uma única temporada - .727 (1972/73)
  - Mais rebotes apanhados na história - 23.924 rebotes
  - Maior média de rebotes na carreira - 22.9 rpg
  - Maior média de rebotes em uma única temporada (temporada regular) - 27.2 rpg (1960/61)
  - Maior média de rebotes em uma única temporada (palyoffs) - 30.2 rpg (19666)

College (NCAA)
- - Membro do National Collegiate Basketball Hall of Fame: 2006
  - NCAA Outstanding Player (Jogador Destaque): 1957
  - 2x All-American Team:
    - primeiro time: 1957, 1958;

  - Número 13 aposentado pelo Kansas Jayhawks

### Recordes em Jogos
Recordes em jogos de Temporada Regular e Playoffs de Wilt Chamberlain
Observações: 
- Cestas de três pontos só foram introduzidas na liga em 1980.
- Roubos de bola e tocos só começaram a ser contabilizados como estatística em 1974.
- Rebotes ofensivos e defensivos só se tornaram estatísticas separadas em 1974, antes os rebotes eram contabilizados de forma total.

| Tipo de estatística           | Temporada Regular | Temporada Regular  | Temporada Regular       | Playoffs    | Playoffs                          | Playoffs                                |
| Tipo de estatística           | Recorde           | Adversário         | Data                    | Recorde     | Adversário                        | Data                                    |
| ----------------------------- | ----------------- | ------------------ | ----------------------- | ----------- | --------------------------------- | --------------------------------------- |
| Pontos em um jogo             | 100               | New York Knicks    | 2 de março de 1962      | 56          | Syracuse Nationals                | 22 de março de 1962                     |
| Cestas convertidas em um jogo | 36                | New York Knicks    | 2 de março de 1962      | 22          | Syracuse Nationals                | 22 de março de 1962                     |
| Cestas tentadas em um jogo    | 63                | New York Knicks    | 2 de março de 1962      | 48          | Syracuse Nationals                | 22 de março de 1962                     |
| Lances livres convertidos     | 28                | New York Knicks    | 2 de março de 1962      | 12          | Syracuse Nationals                | 22 de março de 1962                     |
| Lances livres tentados        | 34                | St. Louis Hawks    | 22 de fevereiro de 1962 | 22          | Syracuse Nationals Boston Celtics | 22 de março de 1962 31 de março de 1962 |
| Cestas de três convertidas    | —                 | —                  | —                       | —           | —                                 | —                                       |
| Cestas de três tentadas       | —                 | —                  | —                       | —           | —                                 | —                                       |
| Rebotes ofensivos             | —                 | —                  | —                       | —           | —                                 | —                                       |
| Rebotes defensivos            | —                 | —                  | —                       | —           | —                                 | —                                       |
| Rebotes totais                | 55                | Boston Celtics     | 24 de novembro de 1960  | 41          | Boston Celtics                    | 5 de abril de 1967                      |
| Assistências                  | 21                | Detroit Pistons    | 2 de fevereiro de 1968  | 19          | Cincinnati Royals                 | 24 de março de 1967                     |
| Roubos                        | —                 | —                  | —                       | —           | —                                 | —                                       |
| Tocos                         | —                 | —                  | —                       | —           | —                                 | —                                       |
| Minutos jogados               | 63:00 (3OT)       | Los Angeles Lakers | 8 de dezembro de 1961   | 58:00 (2OT) | New York Knicks                   | 27 de março de 1968                     |